# (9975) Takimotokoso
(9975) Takimotokoso est un astéroïde de la ceinture principale.

## Description
(9975) Takimotokoso est un astéroïde de la ceinture principale. Il fut découvert le 12 septembre 1993 à Kitami par Kin Endate et Kazuro Watanabe. Il présente une orbite caractérisée par un demi-grand axe de 2,46 UA, une excentricité de 0,14 et une inclinaison de 1,0° par rapport à l'écliptique.

## Compléments